# 2016–2017-es gambiai alkotmányos válság
Gambiában alkotmányos válság alakult ki a 2016. december 1-jei elnökválasztás után, melynek a végén a régi elnököt, Yahya Jammehet erővel eltávolították a hatalomból. És az ellenállás után, 2017. január 21-én rávették, hogy a jogokat adja át megválasztott utódjának, Adama Barrownak.
Bár a hosszú ideje hivatalban lévő Yahya Jammeh kezdetben elfogadta Adama Barrow meglepő győzelmét, nyolc nappal később azonban visszautasította a választások eredményét. Jammeh felszólított mindenkit a választási eredmények figyelmen kívül hagyására, és a Legfelsőbb Bírósághoz fordult beadvánnyal. Nem sokkal később a hadsereg behatolt a főváros, Banjul és Serekunda területére.
Miután az ECOWAS sikertelenül próbálta meggyőzni Jammeht, hogy mondjon le, Szenegálból, Nigériából és Ghánából érkező katonák csoportja érkezett január 19–én az országba, hogy erővel vegyék rá a hatalom átadására. Két nappal később Jammeh átadta az elnöki jogköröket Barrownak, és az Egyenlítői Guinea felé elhagyta az országot.

## Kezdeti reakciók
A választási eredmények kihirdetése után az ellenzék szimpatizánsai elkezdték ünnepelni a váratlan győzelmet, és még inkább váratlanul érte őket, mikor Jammeh beismerte a vereségét. Banjukl utcáin több ezren ünnepeltek. Többen azonban arra figyelmeztettek, hogy Jammehnek mik lehetnek a következő lépései. Szerintük mindannak ellenére, ami történt, megpróbál hatalomban maradni. Egy üzletember azt mondta: „Csak akkor hiszem el, ha látom, hogy elhagyja az állami épületet. A hadsereget még mindig ő ellenőrzi, és családjával még mindig ők képezik az elitet.”
Pár nappal a választások után 19 ellenzéki foglyot szabadon engedtek, akik között ott volt Ousainou Darboe, Barrow Egyesült Demokratikus Pártjának a vezetője. Darboe-t 2016. áprilisban tartóztatták le, és 3 év börtönre ítélték, és ez vezetett Barrow indulásához.
Röviddel a választások után készített interjújában Barrow köszönetet mondott Gambia lakosainak és a diaszpórában élő szavazóknak is, és arra kérte őket, tegyék félre a nézeteltéréseiket, és dolgozzanak közösen országuk fejlődéséért. Azt mondta: "Tudom, hogy a gambiaiak sietnek, de mindent nem lehet egy nap alatt elérni. Így mindenekelőtt arra kérném Gambia lakosait és barátait, csatlakozzanak hozzánk, hogy együtt javítsuk az ország helyzetét. Nem azt akarom, hogy ez a kormányváltás egy egyszerű váltás legyen. Azt akarom, hogy ezt érezni és látni lehessen az ország és minden gambiai jólétén. Így arra kérünk minden gambiait és Gambia összes barátját, hogy fogjunk össze, és tegyük Gambiát ismét egy nagyszerű országgá."
Barrow azt mondta, elsődleges céljai között van a mezőgazdasági szektor segítése. Azt mondta: „Nekünk nincsenek ásványkincseink. Az országnak a mezőgazdaságra kell támaszkodnia... Yahya elnök kormányzása alatt az összes farmközpont teljesen összeomlott, ezek többé nem léteznek.” Az igazságszolgáltatási reformjairól szóló kérdésre ezt válaszolta: "Szabad és független bíróságot akarunk, ahol senki nem befolyásolhatja a döntéseket. Törvénnyel védjük meg az igazságszolgáltatási hatalom tagjait. Biztonságban lesz a munkájuk, így biztosítjuk a függetlenségüket. Csökkentjük az elnü hatalmát.”

## Jammeh visszautasítja az eredményeket
2016. december 9-én Jammeh megjelent a gambiai állami televízióban, hogy bejelentse: „úgy döntött, nem fogadja el a legutóbbi választás eredményeit”, mivel azon „súlyos és elfogadhatatlan abnormális dolgok történtek … a választási folyamat során.” Azt mondta, „egy istenfélő független választási bizottság felügyeletével” új választásokat kell tartani. Erre a bejelentésre azután került sor, hogy Fatoumata Jallow-Tambajang, az ellenzéki koalíció vezetője Jammehnek a 2017. januári hatalomátadás utáni egy éven belüli vád alá helyezését kezdeményezte, és azt mondta: „Nemzeti bizottságot alakítunk, hogy visszaszerezzük a szükséges eszközöket”, hogy visszaszerezzük Jammehtől és családjától a pénzeket és az egyéb javakat.
December 10-én Gambia hadseregét kivezényelték a főváros, Banjul legfontosabb helyszíneire, és homokzsákokkal és géppuskákkal megerősített állásokat alakítottak ki, a lakosokat pedig átterelték a biztonsági ellenőrző pontokon. A hadsereg megjelent Serekunda, Gambia legnagyobb városa területén is. A The Guardian afrikai tudósítójának elemzése szerint arra számított, hogy a per alá helyezéstől való félelmükben a biztonsági erők és a hadsereg vezetői Jammehet támogathatják. Ellen Johnson Sirleaf, az ECOWAS vezetőjének, Libéria elnökének az egyik kísérlete, mely során tárgyalással próbálta volna megoldani a helyzetet, akkor vált sikertelenné, mikor gépét nem engedték az országban leszállni.
Jammeh pártja, a Hazafias Irányváltás és Fejlődés Szövetsége azt mondta, követi a Jammeh nyilatkozatában foglaltakat, és petíciót intéznek a Legfelsőbb Bírósághoz, hogy a választási törvényekben foglaltak szerint 10 napon belül érvénytelenítse a választási eredményeket. Bár az országnak van egy főbírája, a Legfelsőbb Bíróság már másfél éve (2015. május óta) nem ülésezett. Úgy gondolták, hogy ahhoz, hogy a Legfelsőbb Bíróság megvizsgálja az ügyet, még legalább négy bíróra lenne szükség. A Reters által megkérdezett jogvédő csoportok szerint Jammehnek nagy befolyása van a bíróság döntésére. A 2013 és 2015 között hivatalban volt legfőbb bírók közül egy börtönben ül, egy eltűnt, a harmadik pedig azután, hogy egy olyan vádlottat mentett fel, akit Jammeh el akart ítéltetni, elhagyta az országot.
December 13-án a biztonsági egységek elfoglalták a választási bizottság helységeit, és a csoport vezetőjének sem engedték, hogy belépjen a munkahelyére. Az APRC eközben beadta arra vonatkozó keresetét, hogy az eredményeket tekintsék érvénytelennek. Eközben négy környékbeli vezető az ECOWAS felkérésére találkozott Jammehhl, de a megbeszélések eredménytelenül zárultak. A hadsereg december végén számolta fel a választási bizottság épületének blokádját, a kormány pedig bejelentette, hogy tagjai szabadon visszatérhettek dolgozni. Azt mondták, azért foglalták el az épületet, hogy így akadályozzanak meg egy támadást. Nyugalomra intettek, és hozzátették, hogy a mindennapi élet visszatérhet a megszokott kerékvágásba. 2017-es újévi beszédében Jammeh hevesen kritizálta az ECOWAS álláspontját, mikor azt mondta: „ez teljesen illegális, mert ellentmond annak az alapeszmének, hogy tagállam belügyeibe nem szól bele.” „Ez egyenes hadüzenet, és ellentmond az alkotmányunknak.” Azt hangoztatta, hogy „kész megvédeni ezt az országot minden agresszióval szemben, és ebben nem ismer kompromisszumot.”

### Belföldi visszhang

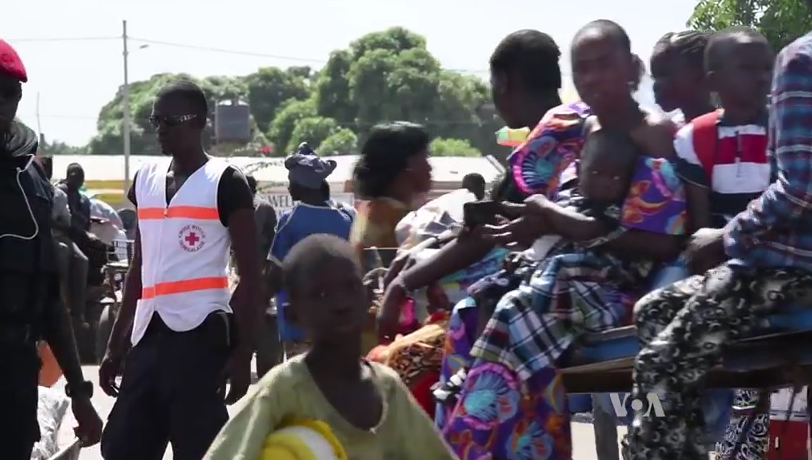
Néhányan azok közül a 26 000 menekült közül, akik a határon keresztül Szenegálba menekültek, mióta Jammeh nem engedte át a hatalmat a választások győztesének.

Mikor Jammeh visszautasította az eredményeket, Barrow azt mondta, Jammehnek nem volt arra alkotmányos felhatalmazása, hogy semmibe vegye a választási eredményeket és egy új választást írjon ki. Indoklása szerint erre csak a Független Választási Bizottságnak van felhatalmazása. Barrow azt mondta, biztonsága érdekében ismeretlen helyre távozott. Barrow hollétének titkolói azt mondták, az ország hadserege és rendőrsége visszautasította a megválasztott elnök védelmének biztosítását. A választások harmadik jelöltje, Mamma Kandeh szintén lemondásra szólította fel Jammeht, mikor azt mondta:
"Azonnali döntése, mellyel beismerte vereségét, valamint az ezt követő lépése, mellyel gratulált Adam Barrownak, világszerte nyilvánosságot kapott. Így melegen ajánljuk, hogy gondolja át döntését.”
December 12-én a gambiai ügyvédi kamara rendkívüli ülést hívott össze. Szerintük az, hogy Jammeh visszautasította a választási eredményeket, „egy árulással is felér”, és egyhangúlag úgy határoztak, az ország legfőbb bíráját, a nigériai Emmanuel Oluwasegun Fagbenle-t távozásra szólítják fel, mert semmi jelét nem mutatta a függetlenségnek, mikor nyíltan Jammeh mellett kampányolt, és a bírói testületek által hozott döntések ellen cselekedett. A gambiai tanárok szakszervezete szerint Jammeh tettei „a káoszhoz vezető recept, mely nyilvánvalóan veszélyezteti minden gambiai életét, legfőképp gyermekeinkét.” A Gambiai Sajtóunió, a Gambiai Egyetem. Az ország orvosszakszervezete és a Legfelsőbb Iszlám Tanácsa osztozott azon a véleményen, hogy Jammehnek félre kellene állnia, és utat kellene engednie Barrownak, hogy betölthesse az elnöki tisztséget. December 20-án 12 gambiai nagykövet gratulált levélben Barrownak, és felszólították Jammeht, hogy mondjon le. Erre Jameh új információs minisztere, Seedy Njie 2017. január 10-én úgy reagált, hogy bejelentette a tizenkét nagykövet menesztését.
Január 13-án Barrow közölte, hogy Jammehnek nem kell Nigériában menekültkérelmet beadnia, ahogy azt korábban néhány nigériai képviselő már ajánlotta. Nigéria elnöke, Buhari továbbra is próbálta tárgyalásos úton elérni a helyzet békés rendezését. Barrow szintén kijelentette, hogy január 19-én az ellentétek ellenére kész letenni az elnöki esküt. A válság lezárására irányuló tárgyalások január 14-én eredménytelenül zárultak, mire az Afrikai Unió bejelentette, hogy január 19. után Jammehet nem tekinti az ország elnökének. Helyette Barrowot hívták meg a Maliban zajló regionális megbeszélésre, melynek fő témája a hatalomátadás volt. Barrow pár nappal a beiktatása előtt személyes biztonsági megfontolásokból Szenegálba ment. Eközben személyes tragédia is érte, mikor meghalt 8 éves fia, akit korábban kutyák harapták meg. Barrow mivel nem mert visszatérni az országba ezért nem tudott ott lenni fia január 16-i temetésén sem.

### Nemzetközi reakciók
Jammeh cselekedetét az USA és Szenegál kormánya is sajnálattal vette tudomásul. Az Afrikai unió szintén azt mondta, Jammeh tettei „érvénytelenek és semmisek”. Miután Szenegál kezdeményezte az ENSZ BT rendkívüli ülésének összehívását, a szervezet egyhangúlag elfogadott határozatot hozott arról, hogy Jammhnek békés körülmények között át kell adnia a hatalmat.
Bejelentették, hogy december 13-ra négy nyugat-afrikai ország államfője Gambiába készül utazni, hogy rávegyék Jammeht a választási eredmény elfogadására, és a hatalomból való távozásra. Köztük volt Libéria elnöke és az ECOWAS vezetője, Ellen Johnson Sirleaf, Nigéria elnöke, Muhammadu Buhari, Ghána leköszönő elnöke, John Mahama és Sierra Leone elnöke, Ernest Bai Koroma. Az Afrikai Unió azt is bejelentette, hogy Csád elnökének és az AU vezetőjének – Idriss Déby – irányításával tárgyaló delegáció küldését is megfontolta. Federica Mogherini, az Európai Unió külügyi és biztonságpolitikai főképviselője egy nyilatkozatában azt írta, az Európai Unió olyan állásfoglalást adott ki, melyben Jammeht a választási eredmények figyelembe vételére, és ennek következtében a pozíciójáról való lemondásra szólította fel. Hozzátette, hogy "Bármilyen ennek nem megfelelő viselkedés magában foglalja a súlyos következmények lehetőségét."
Samantha Power, az USA ENSZ-hez delegált magykövete szerint „Ez nagyon veszélyes lépés.”
December 14-én az Egyesült Nemzetek Szervezete hivatalosan bejelentette, hogy Jammeh nem maradhat az ország vezetője, és amennyiben ezzel a hivatali ideje lejárta után is megpróbálkozik, súlyos következményekkel nézhet szembe. Mohamed Ibn Chambas, az ENSZ speciális Nyugat-Afrikába és a Száhil övbe delegált küldötte azt mondta: „Jammeh úr számára elérkezett a vég, és semmilyen körülmények között nem maradhat tovább elnök. Akkorra (január 18.) mandátuma lejár, és köteles lesz átadni jogait Barrow úr számára.” Pan Gimun, az ENSZ főtitkára azt mondta, a választási eredmények visszautasítása „a gambiai nép akaratának figyelmen kívül hagyása” volt. Mikor megkérdezték, hogy az ENSZ katonai erőt is bevetne-e Jammeh eltávolítása érdekében, Chambas nem zárta ki ennek lehetőségét. Csak annyit mondott: "Lehet, nem lesz rá szükség. Csak akkor keljünk át a hídon, ha már odaértünk.”
December 16-án az ECOWAS olyan nyilatkozatot adott ki, mely szerint Barrowt „ be kell iktatni”, hogy „figyelembe vegyék a gambiai emberek akaratát”. Hozzátette, hogy a „Hatóság (az ECOWAS) minden szükséges cselekedetet megtesz annak érdekében, hogy kikényszerítse a választások eredményének megvalósulását.” Az ECOWAS Muhammadu Buharit nevezte ki a vita rendezésének fő közvetítőjeként, a meditáció során segítője pedig John Mahama lett. December 19-én az AU teljes támogatásáról biztosította az ECOWAS tettei iránt. Idriss Déby, az AU elnöke az ECOWAS tetteit „a Gambiában történteket figyelembe véve az ECOWAS helyzete számunkra is elfogadható elvi álláspont."
A környékbeli országok vezetőitől érkező nyomás ellenére december 20-án este Jammeh úgy nyilatkozott a televízióban, hogy hivatali ideje lejártakor, január végén nem hagyja el a posztját, csak akkor, ha a Gambiai Legfelsőbb Bíróság érvényben hagyja az eredményeket. Ismét kifejezte, hogy új választásokra lenne szükség. „Nem fogok csalni, de nem is hagyom, hogy ellenem csaljanak. Igazságot kell tenni, és ezt csak úgy lehet, ha olyan választásokat tartanak, melyen minden gambiai szavaz. Ez az egyetlen módja annak, hogy a helyzetet békésen és igazságosan rendezzük.” Dacos hangot megütve visszautasította bármilyen külföldi csapat közbeavatkozását, és kijelentette, hogy felkészült a harcra.
December 23-án az ECOWAS bejelentette, hogy ha Jammeh nem mond le, készek katonákat küldeni az országba. Az ECOWAS Tanácsának elnöke, Marcel Alain de Souza, azt mondta "A határidő január 19, mikor Jammeh elnök megbízatása lejár." A katonai beavatkozás Szenegál vezetésével történhet meg. De Souza kijelentette: „Ha nem megy el, van egy olyan készültségbe helyezett csapatunk, mely készen áll arra, hogy érvényt szerezzen a nép akaratának.” Január 7-i beszédében Johnson Sirleaf hangsúlyozta a békés megoldás fontosságát, és kihangsúlyizta, hogy az „ECOWAS elkötelezett a békés közvetítés és a gambiai békés hatalomátadás mellett. Most ennek elősegítésén dolgozunk a továbbiakban is.”

## A Legfelsőbb Bíróság állásfoglalása
Hat újabb tag (köztük öt nigériai – Habeeb A. O. Abiru, Abubakar Datti Yahaya, Abubakar Tijani, Obande Festus és Akomaye Angim, valamint egy Sierra Leone-i – Nicholas Colin Brown) a jelentések szerint titokban történt kinevezésével megalakult a teljes bíróság. Az egyik újonnan kinevezett bíró, Akomaye Angim Gambia egyik volt legfőbb bírája. Az azonban nem volt világos, hogy az összes, kinevezett bíró elfogadta-e a kinevezését. Ez leginkább Abiru esetében volt kérdéses, aki korábbi hírek szerint megfontolta kinevezése visszautasítását, és ezzel csatlakozik azokhoz, akik korábban utasították vissza az ilyen felkérést. Fagbenle december 21-én azt mondta, a Legfelsőbb Bíróság 2017. január 10-én tart meghallgatást az APRC' beadványnak ügyében, melyen az újonnan kinevezett bírák is részt vesznek.
Január 10-én, mikorra kitűzték az APRC felülvizsgálati kérelmének a Legfelsőbb Bíróság előtti meghallgatását, a tanács vezetője kijelentette, hogy az ügyhöz kirendelt külföldi bírák csak májusban vagy novemberben lesznek elérhetőek, így néhány hónapra el kell halasztani az ügyet. Fagbenle azt mondta „Csak akkor tarthatunk ez ügyben meghallgatást, ha a Legfelsőbb Bíróság összes bírája jelen van", és az ülést hivatalosan január 16-ig elnapolta. Onogeme Uduma, egy nigériai bíró, akinek az ülést le kellene vezetnie, a hírek szerint májusig nem ér rá. Olyan hírek is érkeztek, hogy Jammeh egyik fontos minisztere, Sherriff Bojang a vereség elutasítása miatt elhagyta a kormányt. Az állami televízióban megjelent hírek szerint azonban Bojangot menesztették.
Fagbenle azt tanácsolta, a probléma kezelésére a legjobb megoldás a közvetítés. Jammeh azonban ismét megjelent a televízió képernyőin, és bejelentette, hogy „a jog uralmának betartása érdekében” hatalomban marad. Míg a Legfelsőbb Bíróság nem dönt a beadványáról. Erre azonban 2017. vége előtt nem lehetett számítani. Szerinte az ENSZ, az Afrikai Unió és az ECOWAS lépései nem mások, mint Gambia ügyeibe való „külföldi beavatkozás.”
Jammeh új beadványt terjesztett be, mellyel megpróbálta megakadályozni, hogy Fagbenle főbíró Barrowot nyilvánítsa hivatalosan elnökké. Fagbenle azonban azt mondta, nem foglalkozik az új üggyel. Azt mondta: „Amennyiben a beadvány engem legfőbb bírói tisztemben érint, abban az esetben kimentem magam az ezen ügyben tartandó meghallgatás alól.” Jammeh pártjának egyik jogásza elismerte, hogy nem lehet most már olyan keresetet benyújtani, mely meggátolná Barrow elnöki beiktatását.

## A média elhallgattatása és szükségállapot kihirdetése
2017. január 1-én és 2-án a Nemzeti Hírszerzési Ügynökség határozata alapján elnémítottak három magán kézben lévő rádió adót, melyek a Taranga FM, a Hilltop Radio, és az Afri Radio voltak. Jelentések szerint január 3-án Alieu Momar Njai, a választási bizottság vezetője a jelentések szerint a biztonságát féltette, ezért külföldre menekült, vagy ismeretlen helyre távozott. Ousman Bargie, a védelmi erők vezetője újévi beszédében megerősítette, hogy „a gambiai hadsereg továbbra is rendíthetetlenül kiáll Jammeh elnök mellett.”
Január 17-én, egy nappal elnöki megbízatásának vége előtt Jammeh 90 napos szükségállapotot hirdetett. A televízióban sugárzott beszédében Jammeh azzal igazolta a döntését, hogy a 2016. decemberi választásokon és azt megelőzően „addig soha nem tapasztalt, hatalmas méretű külföldi beavatkozást” lehetett tapasztalni. Az ellenzéki pártok azzal vádolták Jammeht, hogy az intézkedést az elnöki hatalom megtartására használja, és félő, hogy semmissé teszi a választások eredményét.
A Nemzeti Tanács a nagy fokú külföldi beavatkozásra hivatkozva elfogadta a szükségállapot kihirdetését, saját mandátumát pedig július 11-ig meghosszabbította. Ezután elfogadták Jammeh mandátumának három hónappal történő meghosszabbítását.

## Adama Barrow beiktatása és az ECOWAS beavatkozása
A szükségállapot kihirdetése után január 18-án szenegáli csapatokat küldtek Gambia határára. Ez volt az ECOWAS válaszlépése. A Nigériai Légierő repülőgépet és katonaságot, a Nigériai Haditengerészet pedig hadihajót biztosított a beavatkozáshoz. Aznap Gambia hadseregének parancsnoka, Ousman Badjie a jelentések szerint úgy nyilatkozott, hogy egy Jammeh elleni külföldi beavatkozás esetén ők nem fognak harcolni.
Isatou Njie-Saidy alelnök január 18-án lemondott. Ekkorra a válság miatt a kabinet nyolc tagja állt fel.
Az ellenzék azt követelte, hogy a Banjul Mini-Stadiumban minél előbb kerüljön sor a beiktatásra. Később ezt azonban visszavonták, mikor Barrow szóvivője, Halifa Sallah bejelentette, hogy a beiktatásra egy meg nem határozott helyen fog majd sor kerülni. Később elárulták, hogy a helyszín Gambia dakari nagykövetsége lesz. Mohamed Ould Abdel Aziz, Mauritánia elnöke egy találkozón sikertelenül próbálta meggyőzni Jammehet, hogy adja fel az állását. Január 19-én az ECOWAS éjfélig adott határidőt arra, hogy az elnök lemondjon. Szenegál, Nigéria és az ECOWAS más tagországaiból a Szenegállal Gambiával közös határára érkező csoportok már csak a parancsra vártak, hogy behatoljanak az országba. A Nigériai Légierő gépeit utasították, hogy repüljenek be Gambia területe fölé.
Botswana volt az első állam, mely január 19-én megtagadta Jammeh elnökként való elismerését. 2017. január 19-én szenegáli csapatok átlépték a határt, és megszállták Gambiát.
Adama Barrowot január 19-én Gambia dakari, szenegáli nagykövetségén tartott ünnepség során iktatták be Gambia elnökének. Később azonban szenegáli csapatok érkeztek Gambiába, hogy kikényszerítsék Barrow hatalmának elismerését. Az ENSZ BT elfogadta a 2337. Számú határozatát, mellyel Barrowot támogatták, egyúttal felszólították Jammeht a távozásra. Ezzel az ECOWAS azon erőfeszítéseit támogatták, mellyel megpróbáltak érvényt szerezni a 2016. decemberi választások eredményének. Elsősorban a politikai megoldást sürgették, a katonai beavatkozást pedig csak másodsorban tartották elfogadhatónak. Szenegál később felfüggesztette az offenzíváját, hogy még egy utolsó alkalommal megpróbálják tárgyalásos úton rendezni a helyzetet. Amennyiben Jammeh a továbbiakban sem adja át a hatalmat, az invázió január 20-án délben folytatódik. Éjszaka a gambiai média jelentései szerint Jammeh menesztette még meglévő kabinetjét, és új tagokkal töltötte fel a megüresedett posztokat.
Jammeh így nem mondott le a délig megszabott határidőig, és bár ezt később a GMT szerinti 16:00-ig meghosszabbította, eddig sem adta át a hatalmat. Mohamed Abdul Aziz Mauritánia elnöke, Alpha Condé, Guinea elnöke, valamint az ENSZ helyi megbízottja megpróbálta rábírni a lemondásra. Gambia hadseregének vezetője, Ousman Badjie elkötelezte magát Barrow mellett, és megismétete, hogy a Gambiai Hadsereg nem száll harcba az ECOWAS-szal. Barrow és egy szenegáli tisztviselő később bejelentette, hogy Jammeh beleegyezett a lemondásba, és el fogja hagyni az országot. Aziz mauritániai elnök később bejelentette, hogy az erről szóló megállapodást sikerült véglegesíteni.
Január 21-én kora reggel Jammeh a televízióban bejelentette lemondását. Aznap el is hagyta az országot. A Nemzeti Tanács január 24-én megsemmisítette a Jammeh által elrendelt rendkívüli állapotot. Január 26-án Barrow visszatért Gambiába, de az ECOWAS 2500 katonája a helyszínen maradt, hogy segítsen az ország stabilizálásában. Barrow azt kérte, hogy a külföldi csapatok hat hónapig maradjanak ott.